# 2005年
2005年（2005 ねん）は、西暦（グレゴリオ暦）による、土曜日から始まる平年。平成17年。
この項目では、国際的な視点に基づいた2005年について記載する。

## 他の紀年法
- 干支：乙酉（きのととり）
- 日本（月日は一致）
  - 平成17年
  - 皇紀2665年
- 大韓民国（月日は一致）
  - 檀紀4338年
- 中華民国（月日は一致）
  - 中華民国94年
- 朝鮮民主主義人民共和国（月日は一致）
  - 主体94年
- 仏滅紀元：2547年閏9月6日 - 2548年10月1日
- イスラム暦：1425年11月20日 - 1426年11月30日
- ユダヤ暦：5765年4月20日 - 5766年3月30日
- Unix Time：1104537600 - 1136073599
- 修正ユリウス日 (MJD)：53371 - 53735
- リリウス日 (LD)：154212 - 154576

## カレンダー
| 1月 |    |    |    |    |    |    |
| 日  | 月 | 火 | 水 | 木 | 金 | 土 |
|     |    |    |    |    |    | 1  |
| 2   | 3  | 4  | 5  | 6  | 7  | 8  |
| 9   | 10 | 11 | 12 | 13 | 14 | 15 |
| 16  | 17 | 18 | 19 | 20 | 21 | 22 |
| 23  | 24 | 25 | 26 | 27 | 28 | 29 |
| 30  | 31 |    |    |    |    |    |
|     |    |    |    |    |    |    |

| 2月 |    |    |    |    |    |    |
| 日  | 月 | 火 | 水 | 木 | 金 | 土 |
|     |    | 1  | 2  | 3  | 4  | 5  |
| 6   | 7  | 8  | 9  | 10 | 11 | 12 |
| 13  | 14 | 15 | 16 | 17 | 18 | 19 |
| 20  | 21 | 22 | 23 | 24 | 25 | 26 |
| 27  | 28 |    |    |    |    |    |
|     |    |    |    |    |    |    |

| 3月 |    |    |    |    |    |    |
| 日  | 月 | 火 | 水 | 木 | 金 | 土 |
|     |    | 1  | 2  | 3  | 4  | 5  |
| 6   | 7  | 8  | 9  | 10 | 11 | 12 |
| 13  | 14 | 15 | 16 | 17 | 18 | 19 |
| 20  | 21 | 22 | 23 | 24 | 25 | 26 |
| 27  | 28 | 29 | 30 | 31 |    |    |
|     |    |    |    |    |    |    |

| 4月 |    |    |    |    |    |    |
| 日  | 月 | 火 | 水 | 木 | 金 | 土 |
|     |    |    |    |    | 1  | 2  |
| 3   | 4  | 5  | 6  | 7  | 8  | 9  |
| 10  | 11 | 12 | 13 | 14 | 15 | 16 |
| 17  | 18 | 19 | 20 | 21 | 22 | 23 |
| 24  | 25 | 26 | 27 | 28 | 29 | 30 |
|     |    |    |    |    |    |    |

| 5月 |    |    |    |    |    |    |
| 日  | 月 | 火 | 水 | 木 | 金 | 土 |
| 1   | 2  | 3  | 4  | 5  | 6  | 7  |
| 8   | 9  | 10 | 11 | 12 | 13 | 14 |
| 15  | 16 | 17 | 18 | 19 | 20 | 21 |
| 22  | 23 | 24 | 25 | 26 | 27 | 28 |
| 29  | 30 | 31 |    |    |    |    |
|     |    |    |    |    |    |    |

| 6月 |    |    |    |    |    |    |
| 日  | 月 | 火 | 水 | 木 | 金 | 土 |
|     |    |    | 1  | 2  | 3  | 4  |
| 5   | 6  | 7  | 8  | 9  | 10 | 11 |
| 12  | 13 | 14 | 15 | 16 | 17 | 18 |
| 19  | 20 | 21 | 22 | 23 | 24 | 25 |
| 26  | 27 | 28 | 29 | 30 |    |    |
|     |    |    |    |    |    |    |

| 7月 |    |    |    |    |    |    |
| 日  | 月 | 火 | 水 | 木 | 金 | 土 |
|     |    |    |    |    | 1  | 2  |
| 3   | 4  | 5  | 6  | 7  | 8  | 9  |
| 10  | 11 | 12 | 13 | 14 | 15 | 16 |
| 17  | 18 | 19 | 20 | 21 | 22 | 23 |
| 24  | 25 | 26 | 27 | 28 | 29 | 30 |
| 31  |    |    |    |    |    |    |
|     |    |    |    |    |    |    |

| 8月 |    |    |    |    |    |    |
| 日  | 月 | 火 | 水 | 木 | 金 | 土 |
|     | 1  | 2  | 3  | 4  | 5  | 6  |
| 7   | 8  | 9  | 10 | 11 | 12 | 13 |
| 14  | 15 | 16 | 17 | 18 | 19 | 20 |
| 21  | 22 | 23 | 24 | 25 | 26 | 27 |
| 28  | 29 | 30 | 31 |    |    |    |
|     |    |    |    |    |    |    |

| 9月 |    |    |    |    |    |    |
| 日  | 月 | 火 | 水 | 木 | 金 | 土 |
|     |    |    |    | 1  | 2  | 3  |
| 4   | 5  | 6  | 7  | 8  | 9  | 10 |
| 11  | 12 | 13 | 14 | 15 | 16 | 17 |
| 18  | 19 | 20 | 21 | 22 | 23 | 24 |
| 25  | 26 | 27 | 28 | 29 | 30 |    |
|     |    |    |    |    |    |    |

| 10月 |    |    |    |    |    |    |
| 日   | 月 | 火 | 水 | 木 | 金 | 土 |
|      |    |    |    |    |    | 1  |
| 2    | 3  | 4  | 5  | 6  | 7  | 8  |
| 9    | 10 | 11 | 12 | 13 | 14 | 15 |
| 16   | 17 | 18 | 19 | 20 | 21 | 22 |
| 23   | 24 | 25 | 26 | 27 | 28 | 29 |
| 30   | 31 |    |    |    |    |    |
|      |    |    |    |    |    |    |

| 11月 |    |    |    |    |    |    |
| 日   | 月 | 火 | 水 | 木 | 金 | 土 |
|      |    | 1  | 2  | 3  | 4  | 5  |
| 6    | 7  | 8  | 9  | 10 | 11 | 12 |
| 13   | 14 | 15 | 16 | 17 | 18 | 19 |
| 20   | 21 | 22 | 23 | 24 | 25 | 26 |
| 27   | 28 | 29 | 30 |    |    |    |
|      |    |    |    |    |    |    |

| 12月 |    |    |    |    |    |    |
| 日   | 月 | 火 | 水 | 木 | 金 | 土 |
|      |    |    |    | 1  | 2  | 3  |
| 4    | 5  | 6  | 7  | 8  | 9  | 10 |
| 11   | 12 | 13 | 14 | 15 | 16 | 17 |
| 18   | 19 | 20 | 21 | 22 | 23 | 24 |
| 25   | 26 | 27 | 28 | 29 | 30 | 31 |
|      |    |    |    |    |    |    |

## できごと

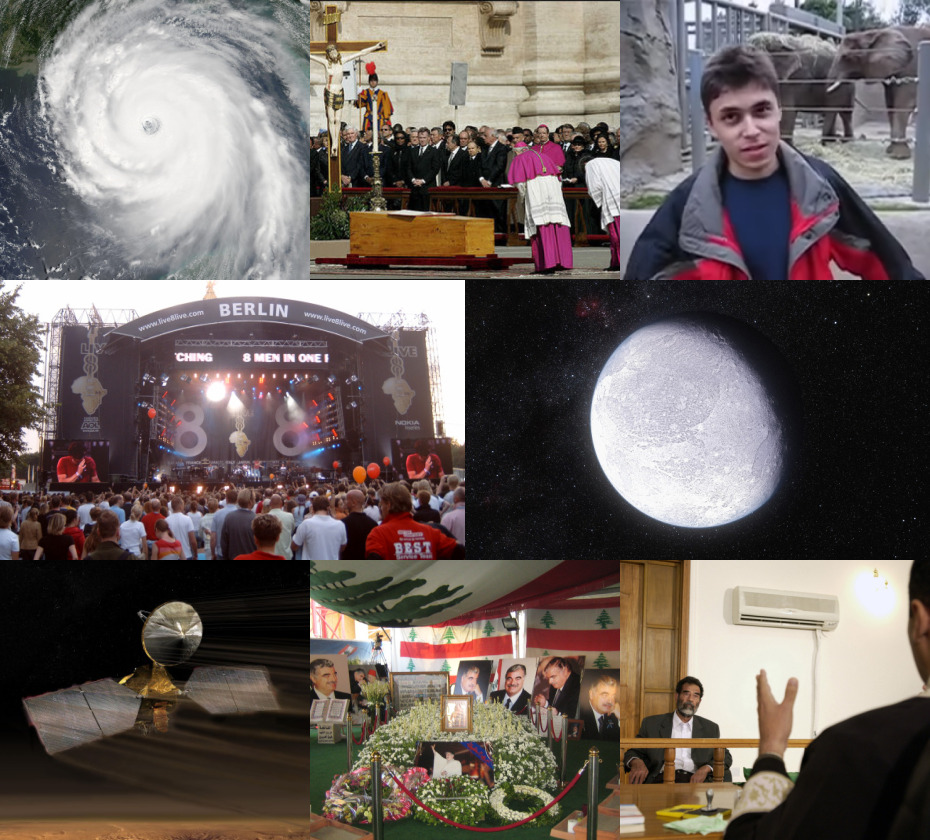
上段: （左）主にアメリカ南部を襲ったハリケーン・カトリーナの衛星画像。（中央）バチカン市国で行われたローマ教皇ヨハネ・パウロ2世の葬儀。（右）ジョード・カリムがYouTubeに初めてアップした動画ミー・アット・ザ・ズー。中段: （左）ベルリンで開催されたライブ 8。（右）パロマー天文台により発見されたエリス (準惑星)。下段: （左）ケネディ宇宙センターから発射されたマーズ・リコネッサンス・オービター。（中央）暗殺されたレバノンラフィーク・ハリーリー首相の葬式。（右）バクダットで裁判に臨むサダームフセイン元大統領。

### 主な出来事
世界の主な出来事
ニュースが世界を駆け巡った出来事 
- ロンドンなど世界各地でテロ事件が発生[1]。

en:List of terrorist incidents in 2005も参照。
- 原油の国際相場が高騰した[1]。→原油価格も参照
- 鳥インフルエンザが東南アジアや中国で猛威を振るう[1]。

en:Global spread of H5N1 in 2005も参照。
- イラクで新憲法が成立した[1]。→イラク憲法も参照
- アメリカ合衆国の南部を大型ハリケーン（ハリケーン・カトリーナ）が直撃した[1]

死者1302人、被災家屋数292,885軒、被災人数744,293人に達した。
- パキスタンで大地震が発生し、死者が7万人を越えた[1]。
- 中華人民共和国の各地で反日デモが起きた[1]。
- 中華人民共和国が人民元を切り上げた[1]。

通貨の切り上げ（en:Revaluation）も参照
- 教皇ヨハネ・パウロ2世が死去[1]。
- イスラエルがガザ地区から撤退した[1]。→ガザ地区等撤退を参照

各国の主な出来事
Category:2005年の各国を参照

### 1月
- 1月11日 - 台湾・南投の陸軍兵整センターで陸軍向け軍用車輌CM-32が報道陣に公開される[要出典]。
- 1月20日
  - ジョージ・W・ブッシュが2期目のアメリカ合衆国大統領に就任。
  - タイで夫婦別姓が選択できるようになる。
- 1月29日 - 中華人民共和国と中華民国（台湾）を結ぶ航空路線が分断以来56年ぶりに復活。
- 1月30日 - イラクで国民議会選挙が行われる。

### 2月
- 2月14日 - ラフィーク・ハリーリー暗殺事件（英語版）
- 2月15日 - YouTube設立
- 2月16日 - 京都議定書発効。
- 2月17日 - 中部国際空港（愛称：セントレア）が日本の愛知県常滑市沖合に開港。
- 2月28日 - スペシャルオリンピックス長野大会開幕。

### 3月
- 3月14日

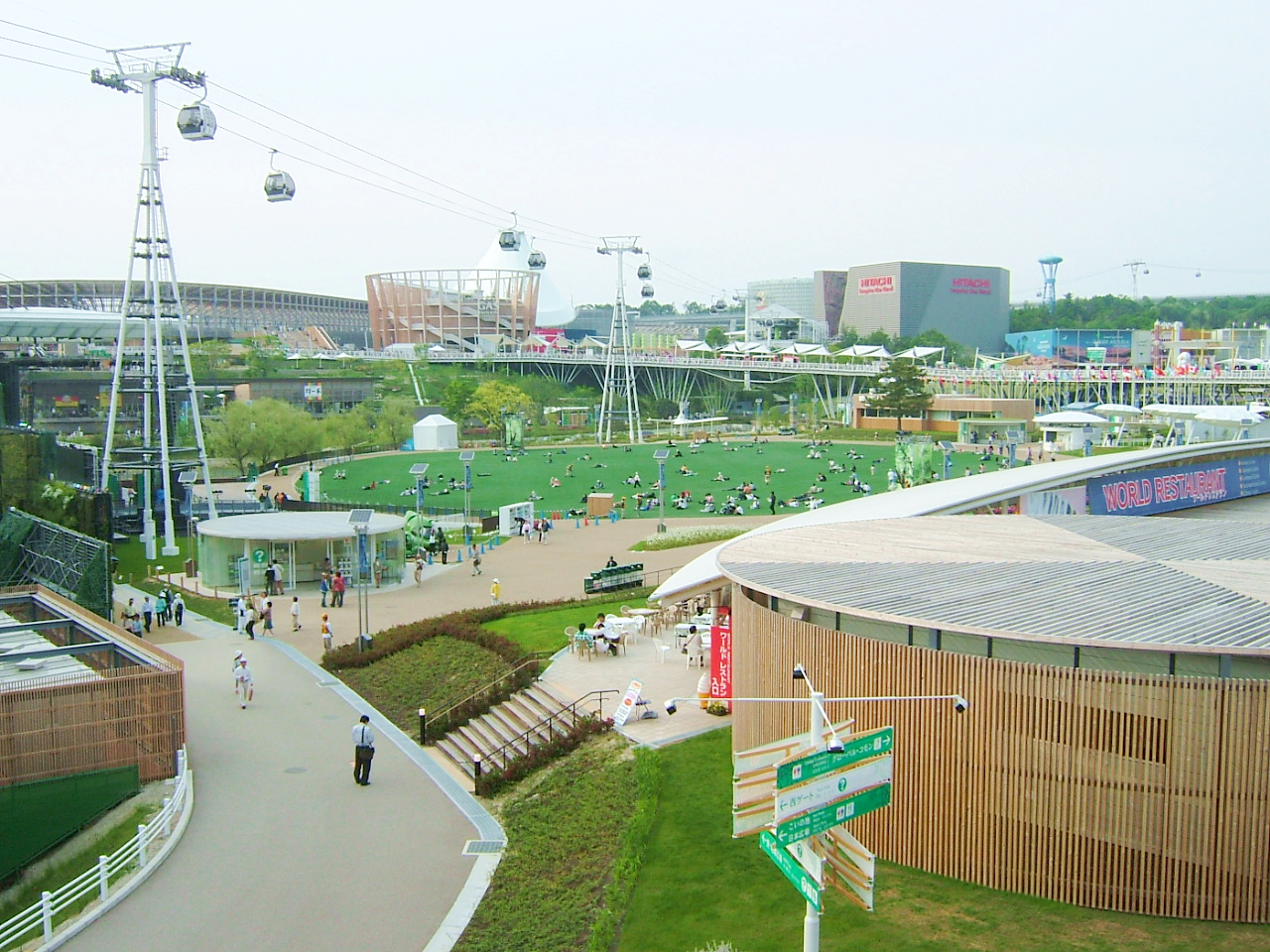
愛・地球博

  - 中国全国人民代表大会、反分裂国家法採択。
  - マラッカ日本船襲撃事件が発生。後に人質3人（日本人は2人）は解放される[3]。
- 3月16日 - 島根県議会で「竹島の日」条例が成立し、韓国の反日感情が高まる。
- 3月17日 - 韓国の盧武鉉大統領が「対日4大基調」（新韓日ドクトリン）を発表。「対日外交戦争」政策始まる。
- 3月25日 - 愛知県で「愛・地球博」（2005年日本国際博覧会）が開幕（～9月25日。累計来場者数は約2,205万人（185日間））。
- 3月28日 - スマトラ島沖地震が発生。地震の規模はM8.7。死者は1,000人を超える。

### 4月
- 4月1日
  - 日本メキシコFTA協定条約発効。
  - アステラス製薬が誕生。

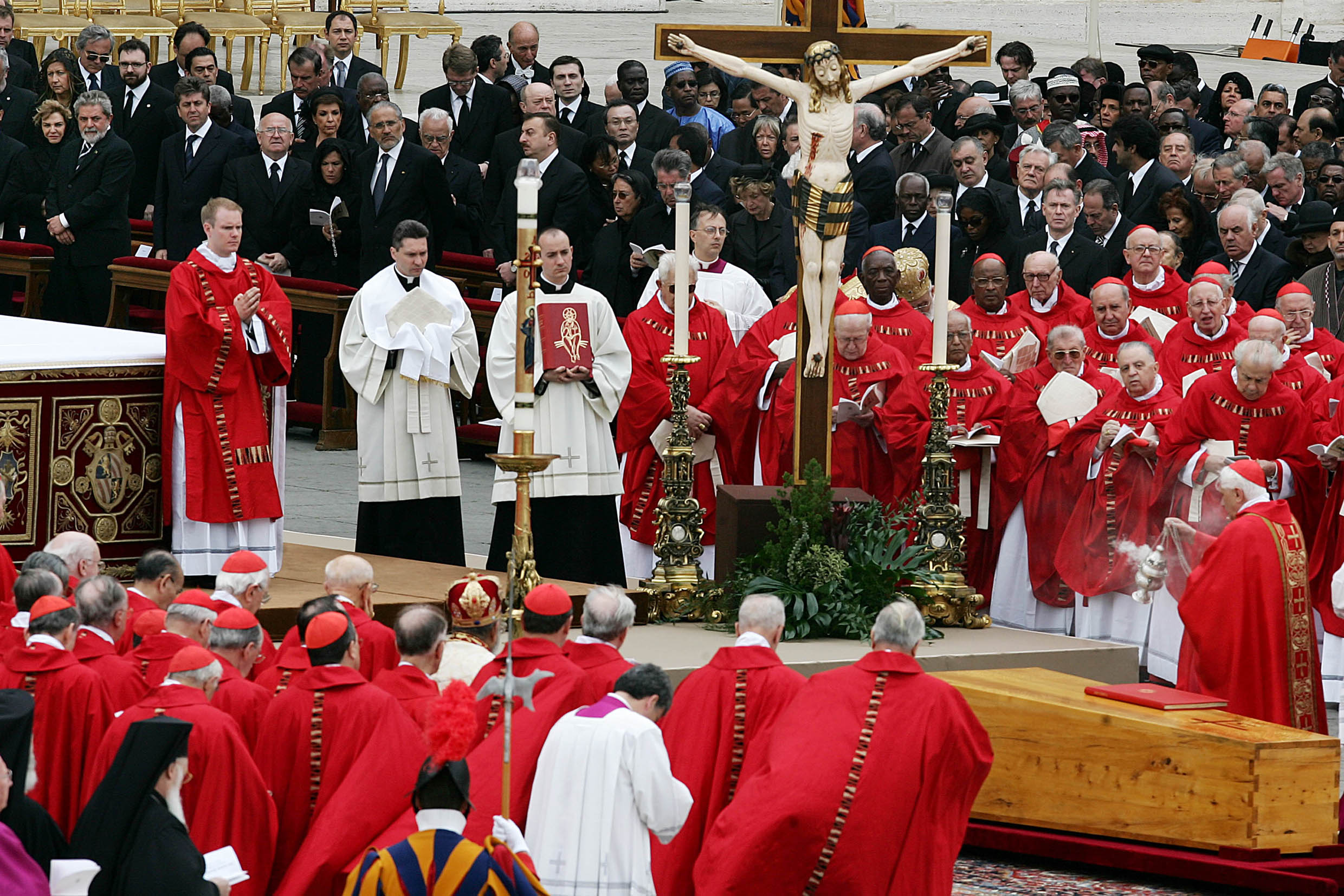
ヨハネ・パウロ2世の葬儀には、世界中から約400万人の人々が集まった

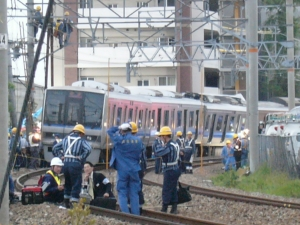
脱線したJR福知山線の電車（塚口側）

- 4月2日 - ローマ教皇ヨハネ・パウロ2世が死去。
- 4月6日 - モナコ公国大公、レーニエ3世死去。
- 4月9日 - 北京で1万人規模の反日デモが行われた。デモ隊は街を荒らし、日本大使館も襲撃。以後も上海等の都市で同様の反日デモが相次ぐ。日本では、デモへの抗議行動も発生し、反中感情があらわになる。
- 4月10日 - 中国浙江省で3万人を超える農民暴動が発生。前年に引き続き、中国各地で大規模な暴動が相次ぐ。
- 4月19日 - ドイツ人枢機卿ヨーゼフ・ラッツィンガーがコンクラーベによって新教皇に選出され、ベネディクト16世となる。
- 4月24日 - Youtubeで最初の動画『Me at the zoo』が投稿される。
- 4月25日 - JR福知山線脱線事故（兵庫県尼崎市）が発生。死者107名（運転士1名含む）、負傷者562名の大惨事に。
- 4月29日 - Mac OS X v10.4 Tigerが発売される。

### 5月
- 5月1日 - 北朝鮮が日本海に向けて地対艦ミサイルを発射。日本海に墜落、本土に被害はない。
- 5月3日 - iMac G5を発売。
- 5月5日 - イギリスで総選挙を実施。与党労働党は議席を減らしたものの過半数を維持。
- 5月6日 - 日本韓国両国の歴史研究の合同会議が開かれて歴史認識の違いが明らかになる。
- 5月21日 - 日本政府、中国団体観光客のビザ発給を中国全土に拡大する方針を固める。
- 5月22日 - 中国の国家主席と日本の自民党・公明党の幹事長が会談し、靖国神社参拝と歴史教科書や台湾問題など、日中関係について話し合う。
- 5月29日 - フランスの国民投票で欧州憲法条約批准が拒否される。

### 6月
- 6月1日
  - 対馬沖の日本海で、日本の排他的経済水域内で違法操業をしていたと思われる韓国の漁船を海上保安庁の巡視船が拿捕。乗組員の身柄や船内への立ち入り検査を巡って韓国側と対立。
  - オランダの国民投票で欧州憲法条約批准が拒否される。
- 6月9日 - 日韓間の歴史共同研究で歴史教科書を研究対象に加える方向で調整に入る。
- 6月11日 - 主要国首脳会議（サミット）の財務相会合がロンドンで二日の日程で開催される。
- 6月13日 - マイケル・ジャクソンの性的虐待疑惑裁判に無罪判決。
- 6月15日 - FIFAコンフェデレーションズカップ2005開幕（-29日）。
- 6月17日 - インドネシア南スラウェシ州ソペン県で鳥インフルエンザ（H5N1型）に30代男性が感染。
- 6月19日 - アメリカグランプリにて出走したカートのうち、安全性に懸念のあるミシュランタイヤを装着した14台がフォーメーションラップを終えた時点でリタイアし、ブリヂストンタイヤの3チーム6台だけがレースに出場することに。
- 6月20日
  - 「アジア・中東対話」の創設会議が20-22日にかけてシンガポールで開催される。
  - - 日韓首脳会談。歴史認識合意せず。
- 6月25日 - 2005年ブルガリア国民議会選挙が行われた。
- 6月27日〜28日 - 明仁天皇と美智子皇后（いずれも当時）が太平洋戦争戦没者の慰霊のためにサイパン島を訪問。

### 7月

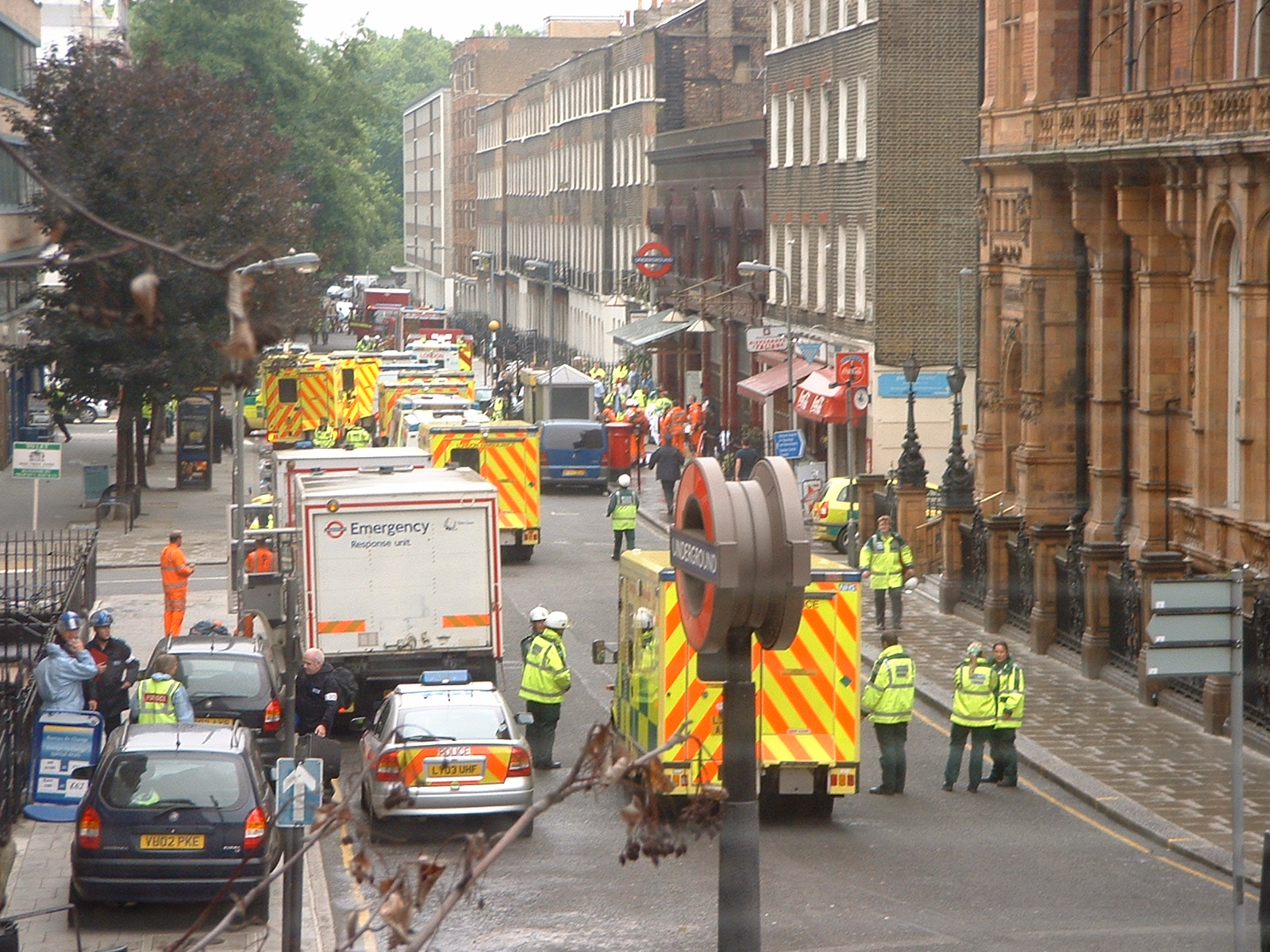
テロ発生直後のロンドン・ラッセルスクウェア駅前

- 7月6日〜8日 - 主要国首脳会議がイギリス（スコットランド）・グレンイーグルズにて開催。
- 7月6日 - シンガポールで開かれていたIOC総会で2012年の夏季オリンピックの開催地をロンドンに決定。
- 7月7日 - ロンドン同時爆破事件が発生。地下鉄3ヶ所とバス1台が被害に遭い、死者は56人、負傷者は784人。
- 7月8日 - シンガポールで開かれていたIOC総会で2012年ロンドンオリンピック時、野球・ソフトボールの競技除外を決定。
- 7月10日 - ルクセンブルクで欧州憲法批准の是非を問う国民投票が行われた。投票の結果56.5%の賛成により可決。
- 7月17日 - アメリカ合衆国カリフォルニア州アナハイムにあるディズニーランドが開園50周年。
- 7月23日 - エジプト同時爆破テロが発生。
- 7月26日 - 日本人宇宙飛行士野口聡一が搭乗したスペースシャトル「ディスカバリー」の打ち上げに成功。2週間のミッションを終え、8月9日に地球に帰還。

### 8月

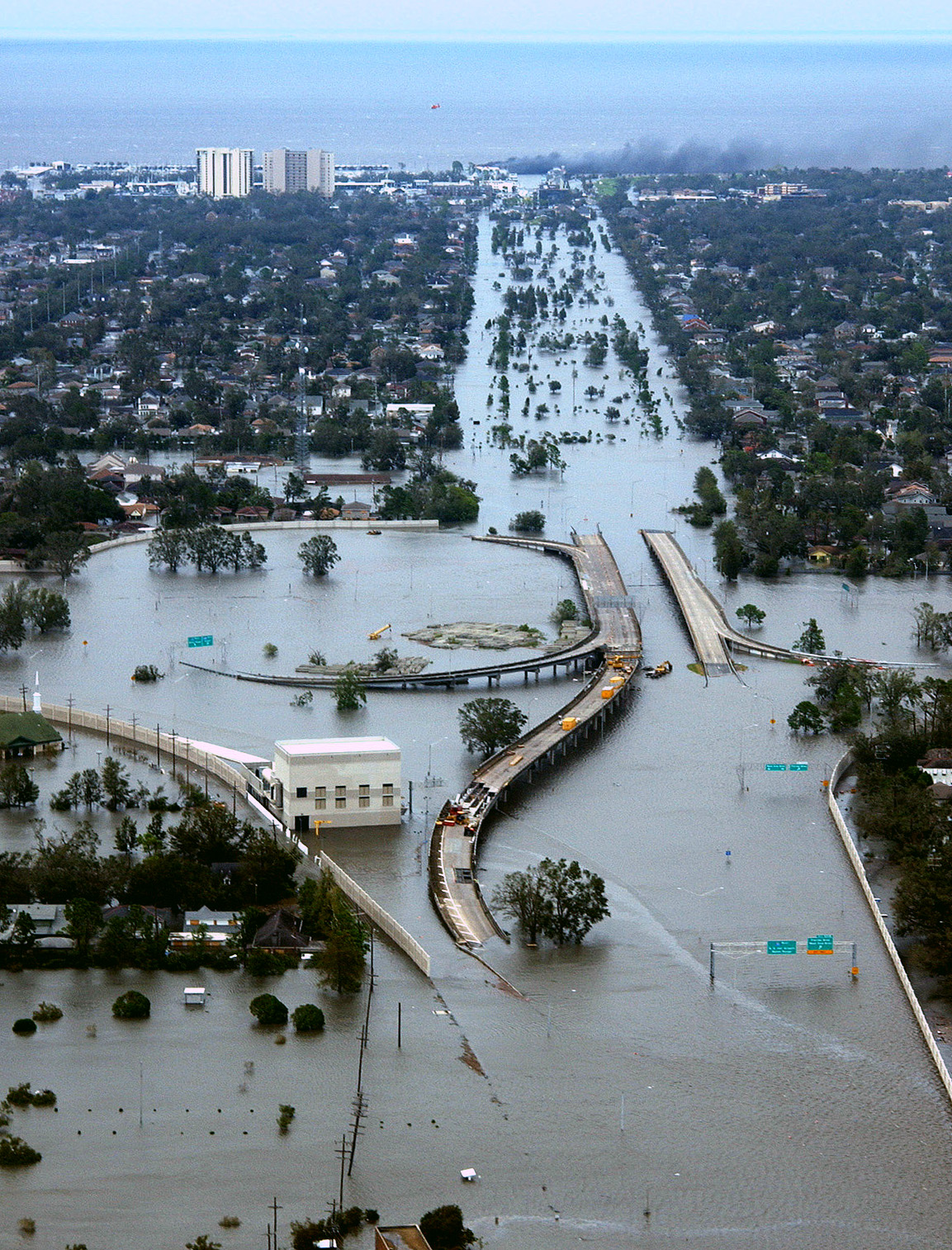
「カトリーナ」によって水没したニューオーリンズの街

- 8月2日 - カナダのトロント・ピアソン国際空港でエールフランス358便（エアバスA340型）がオーバーランの末、炎上。負傷者43名。（エールフランス358便事故）
- 8月14日 - ギリシャ北部の山中にヘリオス航空のボーイング737型機が墜落。121人全員死亡。（ヘリオス航空522便墜落事故）
- 8月16日 - ウェスト・カリビアン航空の旅客機がベネズエラ西部で墜落。160人全員死亡。（ウエスト・カリビアン航空708便墜落事故）
- 8月22日 - パレスチナ問題：アリエル・シャロンの推進するガザ地区等撤退において、ガザ地区からのユダヤ人入植地からの入植者の退去が完了。
- 8月24日 - ペルー国営タンス航空のボーイング737-200型旅客機が、ペルー中部プカルバ付近のジャングルに墜落。40人死亡。（タンス航空204便墜落事故）
- 8月26日 - ハリケーン「カトリーナ」が米国フロリダ州に上陸。8月29日にはカテゴリ4の強さでルイジアナ州ニューオーリンズに再上陸。政府の対応の遅れから、約1,200人の死者を出し、ニューオーリンズでは、取り残された市民により略奪が発生。避難先でも、感染症や衰弱死、性犯罪などが多発する惨状となる。原油価格は高騰し、ブッシュ政権の支持率は急落。
- 8月31日 - バグダードの橋の上で押し合いが起こり数百人死亡。

### 9月
- 9月2日 - アフガニスタンのカンダハール近郊で、当地を旅行していた広島県尾道市の中学校教諭2人の銃殺体が発見される。
- 9月5日 - インドネシアのスマトラ島の都市メダンのメダン空港でマンダラ航空のジャカルタ行きのボーイング737-200が離陸して1分後に、住宅地に墜落。乗員乗客100人と地上の住民49人が死亡。（マンダラ航空091便墜落事故）
- 9月7日 - 携帯音楽プレーヤーiPod miniの後継機種としてiPod nanoが発売される。
- 9月8日〜11日 - 世界柔道選手権がエジプト・カイロで開催。
- 9月12日
  - 香港ディズニーランドが開業。
  - コロンビアでフロレンシア発ボゴタ行きのアイレス航空のプロペラ旅客機が親子にハイジャックされ、空軍基地に緊急着陸した。乗客と乗員は無事解放。
- 9月18日 - ドイツ連邦議会の総選挙が実施されるも、社会民主党などの連立与党と、キリスト教民主同盟を中心とする野党・保守連合の、いずれも過半数を獲得できず、政局は混迷。
- 9月24日 - 最盛期の強さが「カトリーナ」を上回るハリケーン「リタ」が米国南部に上陸（上陸時の強さはカテゴリ3で、カテゴリ4で上陸した「カトリーナ」の方が強かった）。石油生産施設などに被害が出る。
- （日にち不明）- 実業家のマーサ・スチュワートのテレビ番組の企画で、164人の「マーサ・スチュワート」が米国のテレビの収録スタジオに集結、のちに、「同姓同名の人物の最多集結」として、ギネス世界記録に認定される[4]

### 10月
- 10月1日

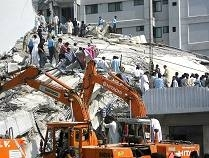
パキスタン地震で崩れたマンション。この地震による死者はスマトラ島沖地震以来最悪の9万人に上った。

  - インドネシア・バリ島で同時爆弾テロが発生。
  - 日米社会保障協定発効。
  - 韓国で釜山開成中学校暴行致死事件が発生。
  - 日本道路公団が民営化しNEXCOグループとなる。
- 10月4日 - 米ハーバード大学の中谷喜洋教授らの研究チームが、ほとんど全てのがん細胞の自殺（アポトーシス）に関与しているとみられるタンパク質を特定したと発表。がん治療の革命的な進歩につながる発見。
- 10月8日 - パキスタン北東部でマグニチュード7.6の地震が発生。
- 10月10日 - ドイツ連邦議会総選挙を受けた協議の結果、キリスト教民主同盟と社会民主党による連立政権が樹立し、キリスト教民主同盟のアンゲラ・メルケル党首が首相に就任することで合意する。女性、旧東ドイツ出身者のドイツ首相は初。
- 10月12日 - 中国が有人宇宙船神舟6号の打ち上げに成功。17日には回収に成功。
- 10月15日 - イラクで新憲法草案の是非を問う国民投票を実施。25日の最終開票結果で全体の賛成票が8割近くに達し、反対票が3分の2以上の県が2県だったことが発表され、この結果イラク新憲法が承認される。
- 10月23日 - ディープインパクトが菊花賞を勝利し、牡馬クラシック三冠達成。無敗(7戦7勝)での三冠達成はシンボリルドルフ以来21年振り、史上二頭目。
- 10月24日 - 最盛期の強さが「カトリーナ」「リタ」を上回り、大西洋北部で史上最低気圧を記録したハリケーン「ウィルマ」が米国フロリダ半島に上陸（上陸時の強さはカテゴリ3で、カテゴリ4で上陸した「カトリーナ」の方が強かった）。
- 10月25日 - 旧植民地のハンセン病患者が補償を求めた訴訟で、東京地方裁判所は韓国側患者の訴訟については敗訴、台湾側患者の訴訟については勝訴の判決を言い渡す。2つの訴訟で裁判長が異なることから、判断が分かれる結果となる。
- 10月26日 - 沖縄県宜野湾市にある米軍普天間飛行場の移設問題で、名護市の辺野古崎にある、米軍キャンプ・シュワブ兵舎地区に一部を海上に突き出す形で建設することで、日米両国が基本合意。
- 10月27日
  - アメリカ政府は、米海軍横須賀基地に空母キティホークの後継艦として、2008年にニミッツ級原子力空母を配備することを発表。
  - フランスでパリ郊外暴動事件。パリ北東の変電施設で、警官に追われていると思い、施設に逃げ込んだ少年2人が感電死。この事件を発端として警察に反発する若者らが暴動を起こし、以後、失業問題や人種差別に反発した若者が中心となって、パリをはじめフランス全土で暴動が発生。その後ニコラ・サルコジ内相が若者たちを「くず」呼ばわりしたことで暴動が急拡大、近隣ヨーロッパ諸国に飛び火し、フランスだけでも死者や1,000人を超える逮捕者が出て、フランス政府は非常事態宣言を発動するまでに至る。
- 10月29日 - インド・ニューデリーで同時爆弾テロ発生。

### 11月
- 11月1日 - 元F1ドライバー鈴木亜久里が、2006年からスーパーアグリF1チームとして参戦する予定であることを発表した。
- 11月16日 - 中国で鳥インフルエンザ感染者が死亡したと発表。中国で感染による死者は初。
- 11月22日
  - アンゲラ・メルケルがドイツ連邦首相に就任。
  - 朝鮮半島エネルギー開発機構（KEDO）がニューヨークで理事会を開き、清算を決定。
- 11月25日 - 日本の歌舞伎がユネスコの無形文化遺産に登録されることが決まる。

### 12月
- 12月7日 - ヨーロッパ連合の新しいトップレベルドメイン ".eu" の運用が開始。
- 12月8日 - ジュネーブ条約締約国会議で、「赤十字」「赤新月」に続く第3の赤十字運動のマークとして、「赤水晶」を承認。
- 12月14日 - 第1回東アジアサミットがマレーシアのクアラルンプールで開催。
- 12月31日 - 23時59分60秒 (UTC) に閏秒の挿入。

## 周年
以下に、過去の主な出来事からの区切りの良い年数（周年）を記す。
- 第二次世界大戦・太平洋戦争関連、終結から60年。
- 1月1日 - WTO（世界貿易機関）設立10周年。
- 1月17日 - 阪神・淡路大震災発生から10年。
- 3月8日 - 血の日曜日事件（セルマの大行進）から40年。
- 3月20日 - オウム真理教による化学兵器無差別テロ、地下鉄サリン事件から10年。
- 4月14日 - リンカーン大統領暗殺事件から140年。
- 4月30日 - ベトナム戦争サイゴン陥落から30年。
- 7月26日 - モルディブ独立40周年。
- 8月12日 - 日本航空123便墜落事故から20年。
- 8月15日 - ムジブル・ラフマン暗殺から30年。
- 9月5日 - 日露戦争による日露講和条約（ポーツマス条約）締結100周年。
- 9月22日 - プラザ合意から20周年。
- 10月10日 - 朝鮮労働党結党60周年。
- 10月24日 - 国際連合発足60周年。
- 11月4日 - イスラエルのラビン首相暗殺から10年。
- 11月20日 - Microsoft Windows発売開始20周年。
- 12月18日 - 日韓国交正常化40周年。

## イベント・行事

### 国際年
- 国際マイクロクレジット年 (International Year of Microcredit)
- スポーツと体育の国際年 (International Year for Sport and Physical Education)
- 世界物理年 (World Year of Physics)

## 芸術・文化・ファッション

### インターネット
この年までにはISP（プロバイダ）によるインターネットへの常時接続サービスが家庭にも広く普及し、この後10年程度掛けて日常生活と密着した様々なサービスや、アンダーグラウンドではないポピュラーな形でのネット文化が展開されることになる。
また、YouTubeに初めて動画が投稿された。

### 映画
- ウォレスとグルミット 野菜畑で大ピンチ!
- 宇宙戦争
- 隠された記憶
- 君とボクの虹色の世界
- キング・コング (2005年の映画)
- シン・シティ
- スター・ウォーズ エピソード3/シスの復讐
- 太陽
- チャーリーとチョコレート工場
- ティム・バートンのコープスブライド
- デビルズ・リジェクト マーダー・ライド・ショー2
- トム・ヤム・クン!
- ナイロビの蜂
- ナルニア国物語/第1章: ライオンと魔女
- ニュー・ワールド
- ハリー・ポッターと炎のゴブレット
- ヒストリー・オブ・バイオレンス
- ブロークバック・マウンテン
- マダガスカル
- ミュンヘン

### 文学
- スティーグ・ラーソン『ミレニアム』第1部発売（スウェーデン語版、2008年に英語版や日本語版など発売）。
- カズオ・イシグロ『わたしを離さないで』発売（英語版、2006年に日本語版発売）。

### ゲーム
- コンピュータゲーム

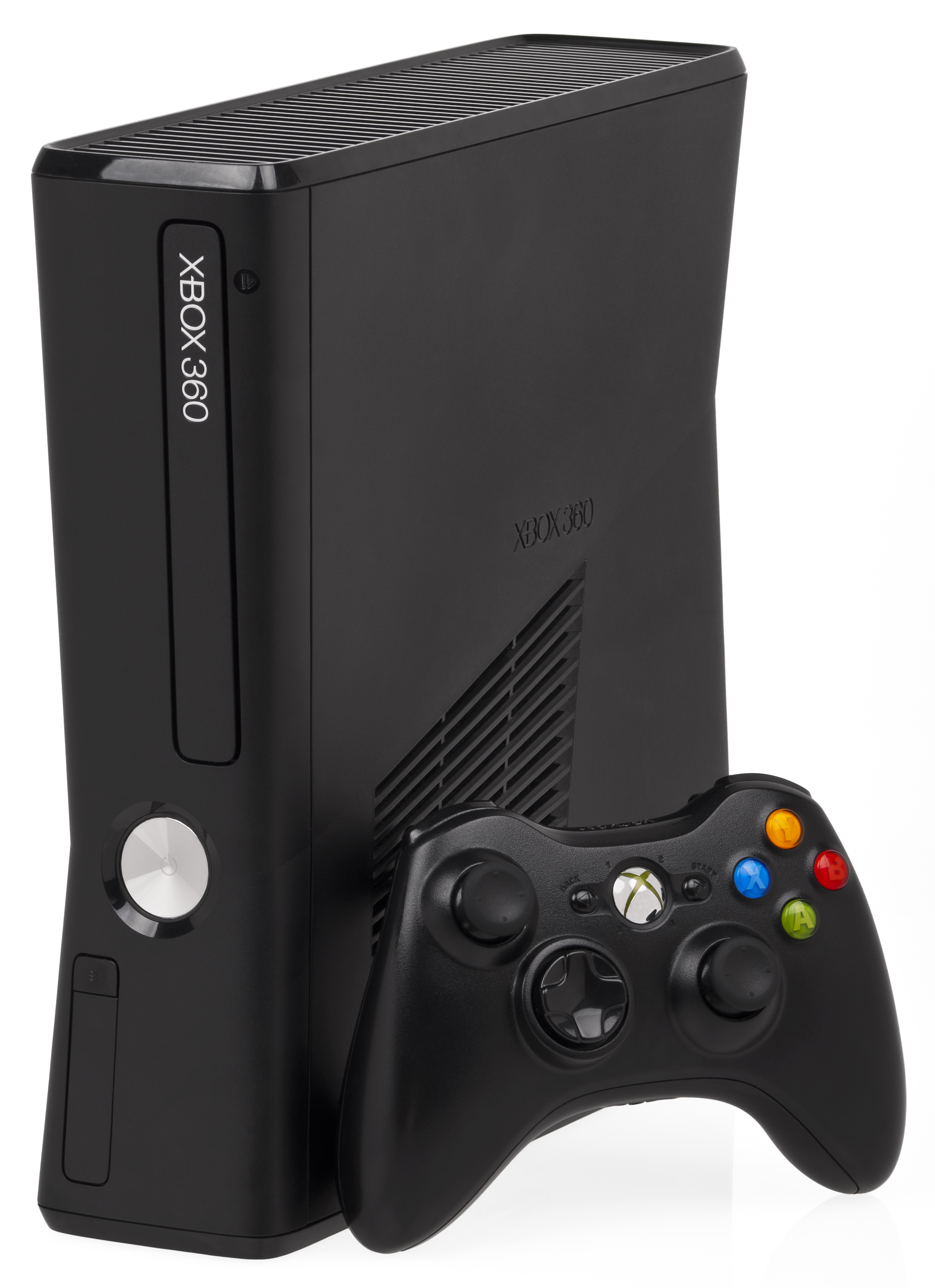
Xbox 360

  - ソニー・コンピュータエンタテインメントが前年12月に日本で発売した携帯型ゲーム機 "PlayStation Portable" (PSP) を日本国外で発売。
    - 北米 - 2005年3月24日発売
    - ヨーロッパ - 2005年9月1日発売

  - マイクロソフトが家庭用ゲーム機 "Xbox 360" を発売。
    - 北米 - 2005年11月22日発売
    - ヨーロッパ - 2005年12月2日発売
    - 日本 - 2005年12月10日発売

## 誕生

### 1月
- 1月4日 - 安藤阿雄依、プロサッカー選手
- 1月5日 - 本島純政、俳優
- 1月10日 - パク・ゴヌク、アイドル (ZEROBASEONE)
- 1月22日 - 山下瞳月、アイドル (櫻坂46)

### 2月
- 2月10日 - 鈴木梨央、日本の子役・タレント・歌手
- 2月17日 - 井上和、アイドル（乃木坂46）
- 2月25日 - ノア・ジュープ、俳優
- 2月27日 - ニナ、アイドル (NiziU)

### 3月
・3月27日 - 市川染五郎、歌舞伎役者
- 3月31日 - 柏木悠、ダンサー（超特急 (音楽グループ)）

### 4月
- 4月11日 - ダニエル、アイドル (NewJeans)
- 4月25日 - 馬場咲希、女性アマチュアゴルファー
- 4月29日 - ティパンコーンラッサミチョト、チャクリー王朝の王族

### 5月
- 5月9日 - 岡村ほまれ､ 歌手（モーニング娘。）
- 5月15日 - 高見文寧、アイドル (ME:I)
- 5月19日 - 井上華月、子役・タレント
- 5月25日 - ハヌル、アイドル (KISS OF LIFE)
- 5月27日 - 久住健斗、俳優
- 5月28日 - はつ恋ぐりん、アイドル（りんご娘）

### 6月
- 6月16日 - 田代すみれ、アイドル (元OCHA NORMA)
- 6月17日 - 中山楓奈、スケートボード選手
- 6月26日 - アレクシア・ファン・オラニエ＝ナッサウ、オランダの王族
- 6月28日 - 山崎愛生､ 歌手（モーニング娘。）

### 7月
- 7月7日 - 松永里愛、アイドル (Juice=Juice)
- 7月20日 - 中山夏月姫、アイドル (OCHA NORMA)
- 7月25日 - ピアース・ガニォン、アメリカ合衆国の子役
- 7月29日 - 五百城茉央、アイドル（乃木坂46）

### 8月
- 8月4日 - 前田悠伍、プロ野球選手
- 8月8日 - アリサ・リュウ、フィギュアスケート選手
- 8月11日 - 福田幸之介 、プロ野球選手
- 8月20日 - 奥田いろは、アイドル（乃木坂46）
- 8月20日 - 山田脩也、プロ野球選手
- 8月22日 - カン・イェソ、女優、アイドル

### 9月
- 9月11日 - 百崎蒼生、プロ野球選手
- 9月26日 - 牧野羽咲、タレント
- 9月28日 - 山﨑天､ アイドル（櫻坂46）
- 9月29日 - 阿達慶、俳優

### 10月
- 10月6日 - 橋迫鈴、アイドル（アンジュルム）
- 10月15日 - クリスチャン、デンマーク王族
- 10月18日 - 入江里咲、アイドル (Juice=Juice)
- 10月19日 - 田辺まり、子役
- 10月31日 - 菅原咲月、アイドル（乃木坂46）
- 10月31日 - レオノール・デ・ボルボン、スペインの王族

### 11月
- 11月11日 - 櫻井梨央、歌手（モーニング娘。）
- 11月17日 - 田中杏奈、ファッションモデル
- 11月27日 - 清水恵子、アイドル (ME:I)

### 12月
- 12月3日 - スヴェレ・マグヌス、ノルウェー王族
- 12月9日 - NI-KI、アイドル (ENHYPEN)
- 12月15日 - 塩月希依音、アイドル (NMB48)

## ノーベル賞
- 物理学賞 - ロイ・グラウバー、ジョン・ホール、テオドール・ヘンシュ
- 化学賞 - ロバート・グラブス、リチャード・シュロック、イヴ・ショーヴァン
- 生理学・医学賞 - ロビン・ウォレン、バリー・マーシャル
- 文学賞 - ハロルド・ピンター
- 平和賞 - モハメド・エルバラダイ
- 経済学賞 - ロバート・オーマン、トーマス・シェリング